# Schraplau
Schraplau est une commune allemande de l'arrondissement de Saale, Land de Saxe-Anhalt.

## Géographie
Schraplau se situe sur la Querne (aussi appelée Weida).
La commune comprend les quartiers de Schafsee, Wilhelm-Fichte-Siedlung et Trautmannshöhe.
|           | Seegebiet Mansfelder Land |                           |
| Farnstädt | Schraplau                 | Seegebiet Mansfelder Land |
|           | Obhausen                  |                           |

Schraplau se trouve sur la Bundesautobahn 38.

## Histoire
Schraplau est mentionné pour la première fois dans le recensement de la dîme pour l'abbaye d'Hersfeld entre 881 et 899 sous le nom de Scrabanloch. La ville se trouve autour d'un château-fort.

## Personnalités liées à la commune
- Ernst Martin (1885–1974), homme politique

## Source, notes et références
- (de) Cet article est partiellement ou en totalité issu de l’article de Wikipédia en allemand intitulé « Schraplau » (voir la liste des auteurs).